# Ćwikłowo
Ćwikłowo – część wsi Turew w Polsce, położona w województwie wielkopolskim, w powiecie kościańskim, w gminie Kościan.
Pod koniec XIX wieku Ćwikłowo było folwarkiem Turwi. W latach 1975–1998 miejscowość administracyjnie należała do województwa leszczyńskiego.